# Alone (película de 2007)
'Alone' (แฝด,Faet) es una película tailandesa de terror, dirigida en 2007 por Banjong Pisanthanakun y Parkpoom Wongpoom, creadores de Shutter, película éxito de taquilla en Tailandia y otros países asiáticos.

## Sinopsis
Pim y Ploy Wattanakul, son hermanas gemelas siameses, ambas unidas por el estómago, físicamente indenticas, pero, con diferentes personalidades, las cuales se empiezan a desarrollar desde su infancia (en especial desde los 7 años): Pim es una chica muy dulce, cariñosa y protectora, especialmente con Ploy, aunque la naturaleza de Ploy es generalmente dura y fría. A pesar de sus diferentes personalidades, las gemelas tienen un vínculo muy estrecho, armonioso y profundo, por lo que se prometen permanecer juntas hasta la muerte.
Durante su adolescencia, mientras están en un hospital, Pim y Ploy (con 15 años de edad), conocen a un chico, de su misma edad llamado Wee. Las chicas muestran afecto mutuo por él, pero Wee solo confiesa su amor por Pim, para celos de Ploy, generando un conflicto de interés. Después de recuperarse de una enfermedad, Wee decide que quiere ver a Pim por última vez antes de salir del hospital, por mucho que Pim quiera ver a Wee, Ploy se niega a levantarse de la cama en un ataque de celos. Wee se molesta y se va del hospital decepcionado. Enojada y deprimida, por la actitud de su hermana, Pim exige que ella y Ploy sean separadas. Para ello, las gemelas se someten a una cirugía, a la que Ploy no sobrevive. Dominada por su conciencia, Pim se carga de culpa pensando que si no hubiera querido una operación, Ploy seguiría viva.
16 años después, Pim se ha casado con Wee y la pareja vive en Seúl, en Corea del Sur, donde ambos llevan una vida normal y tranquila, sin embargo, un día después del cumpleaños de Pim, Wee recibe una llamada telefónica procedente de Tailandia, en la que le informan de que la madre de Pim, ha sufrido un derrame cerebral, por lo que es colocada en un estado de coma, haciendo que Pim y Wee regresen a Bangkok, insatalandose temporalmente en la antigua casa de Pim, donde coinciden con Noi, la ayudante de la casa, sin embargo al llegar, una serie de eventos extraños comienzan a suceder: Pim cree que el fantasma de Ploy está detrás de todos ellos. Cuando ella le cuenta a Wee su teoría, él se preocupa mucho y comienza a buscar ayuda psiquiátrica, a través de Danai, un amigo suyo. Pero incluso después de que el psiquiatra visita a Pim, ella todavía experimenta las apariciones y lo que Wee cree que son alucinaciones. Las apariciones se intensifican desde objetos y voces en movimiento hasta Pim entrando en contacto con Ploy; Pim la escucha respirar de lado mientras duerme, ve a Ploy en el espejo en lugar de a sí misma, mientras que en un ascensor ve a Ploy apoyando la cabeza en su hombro, y casi se ahoga por Ploy mientras se baña. 
La conciencia de Pim la hace que se sienta increíblemente culpable y se convierte en una reclusa, sin que Wee esté muy seguro de lo que le pasa, aunque trata de mantener su credibilidad hacia Pim. Sin embargo, el fantasma de Ploy también comienza a perseguir a Wee, después de que Wee encuentra un dibujo de Pim hecho por él mismo, mientras estaban conociendose en el hospital, además de que Pim le revelara que Ploy estaba enamorada de él, lo cual deja a Wee en preocupación, por lo que Danai, como mejor medida para solventar el problema de Pim, le siguiere regresar a Corea, por lo que Wee empieza a preparar el traslado de la Sra. Wattanakul a un hospital de Seúl, sin embargo, por recomendación médica, el traslado es desaconsejado, al menos, hasta que la madre de Pim, muestre más avances en su recuperación, con tal de evitar una recaída, por su condición.
Una noche, Pim queda herida por un accidente en el vivero de la casa, aunque las heridas no son letales, el accidente hace que Wee, desesperado por el estado de Pim, vaya a ver a la madre de Pim, para trasladar a la señora a un hospital de Seúl, de manera inmediata, sin embargo la madre de Pim recupera levemente la consciencia y le dice a Wee la verdad: revela que Pim es en realidad Ploy. Ploy había estrangulado a Pim por celos después de que Pim exigiera que se separaran. Pero cuando Pim muere, Ploy de repente sale de su rabia y se siente culpable por lo que hizo. Ella grita pidiendo ayuda a su madre, quien está devastada por la muerte de Pim, para salvar la vida de Ploy, los médicos tuvieron que separar el cadáver de Pim del cuerpo de Ploy, pero, luego de la separación, la madre de Ploy no volvió a hablarle. Ploy asumió la identidad de Pim, haciendo ver que todos estos años, Ploy le estuvo mintiendo a Wee y era en realidad, el fantasma de Pim es el que lo perseguía a él y a ella. La madre de Ploy también era plenamente consciente de sus acciones, pero, por miedo a alguna represalia de Ploy, guardó silencio. Más tarde, se demuestra que Ploy mató a su madre desconectando su tubo de oxígeno para que no pudiera decirle a Wee la verdad.
Ploy no tenía ni idea de que su madre le había dicho la verdad a Wee de antemano. Wee, visita el cementerio y se de cuenta de que era Pim, quien estaba muerta, por lo que Wee se dispone a enfrenta a Ploy, la cual, en un momento de culpa, le confiesa a Wee la verdad. Aunque Ploy, se muestra arrepentida de sus acciones, Wee está conmocionado y disgustado por las acciones de Ploy y decide abandonarla, pero Ploy lo deja inconsciente y toma a Wee como rehén, e incluso mata a Noi. Sin embargo, Wee escapa, aunque herido de la pierna, impidiéndole caminar y la consiguiente pelea con Ploy estalla, lo que hace que la casa se incendie. Wee le tira un estante encima a Ploy y logra escapar. Atrapada debajo del estante, el fantasma de Pim aparece y retiene a Ploy, y mientras los escombros ardientes llueven a su alrededor, Pim sonríe y Ploy muere.
Días después, Wee, visita la tumba de las gemelas Wattanakul, y saca el collar de Pim que le había regalado cuando estaban en el hospital. Lo coloca en su lápida y sin decir una palabra, se marcha a casa.

## Intérpretes
- Marsha Vadhanapanich como Pim y Ploy Wattanakul.
- Vittaya Wasukraipaisan como Wee.
- Ruchanu Boonchooduang como Sra. Wattanakul, madre de Pim y Ploy.
- Hatairat Egereff como Pim, de 15 años.
- Rutairat Egereff como Ploy, de 15 años.
- Chutikan Vimuktananda como Pim, de 7 años.
- Chayakan Vimuktananda como Ploy, de 7 años.
- Namo Tongkumnerd como Wee, de 15 años.
- Nimit Laksamiphong como Dr. Danai.
- Yupawan Unnathorwarangkun como Noi.

## Banda sonora
Los títulos de crédito cuentan con una canción de Marsha Wattanapanich, "Suan Neung Khong Chan (A Part of Me, Una Parte de Mí)".

## Festivales y premios
Desde su lanzamiento cinematográfico en Tailandia, Sola ha sido presentada en numerosos festivales de cine, como el Festival Internacional de Cine de Bangkok. En el Fantastic Fest en Austin, Texas, la película ganó los premios al mejor director y mejor actriz. Fue presentada en el Screamfest Horror Film Festival de Los Ángeles, ganando los premios Mejor Película, Mejor Director, Mejor Cinematografía y Mejor Montaje. La película ganó el Premio del Público a la Mejor Película en el Toronto After Dark Film Festival.

## Estrenos
Las siguientes fechas son los estrenos en diferentes países:
| País          | Estreno                                                                 |
| ------------- | ----------------------------------------------------------------------- |
| Tailandia     | 29 de marzo de 2007                                                     |
| Francia       | 20 de mayo de 2007 (Cannes Film Market)                                 |
| Malasia       | 21 de junio de 2007                                                     |
| Corea del Sur | 17 de julio de 2007                                                     |
| Hong Kong     | 23 de agosto de 2007                                                    |
| Brasil        | 24 de agosto de 2007                                                    |
| Canadá        | 23 de octubre de 2007                                                   |
| Germany       | 18 de noviembre de 2007 (Stuttgart Fantasy Filmfest: Focus Asia Nights) |
| México        | 23 de noviembre de 2007 (En Cines)                                      |
| México        | 12 de junio de 2008 (Estreno en DVD)                                    |
| Filipinas     | 2 de julio de 2008                                                      |
| Canadá        | 20 de julio de 2008 (Fantasia Film Festival)                            |
| Turquía       | 3 de julio de 2009                                                      |
| Italia        | 13 de agosto de 2010                                                    |

## Lanzamiento en DVD
Alone (Nunca Estamos Solos) se ha lanzado en la región 3 de DVD en Hong Kong por Asia Video, con la banda sonora original e inglés y subtítulos en chino tradicional, en región 1 y 4 de DVD en México por Zima Entertainment, con doblaje y subtítulos en español y un sinnúmero de extras.

## Remakes
En los Estados Unidos, los derechos de remake y todos los derechos de distribución en América del Norte han sido adquiridos por la distribuidora independiente 24 Frames.